# Aristóteles (cratera)
Aristoteles é uma cratera existente na Lua, localizada ao sul do Mare Frigoris.
Foi nomeada em homenagem a Aristóteles.

## Crateras satélite
| Aristoteles | Latitude | Longitude | Diameter |
| ----------- | -------- | --------- | -------- |
| D           | 47.5° N  | 14.7° E   | 6 km     |
| M           | 53.5° N  | 27.2° E   | 7 km     |
| N           | 52.9° N  | 26.8° E   | 5 km     |